# Villarbeney

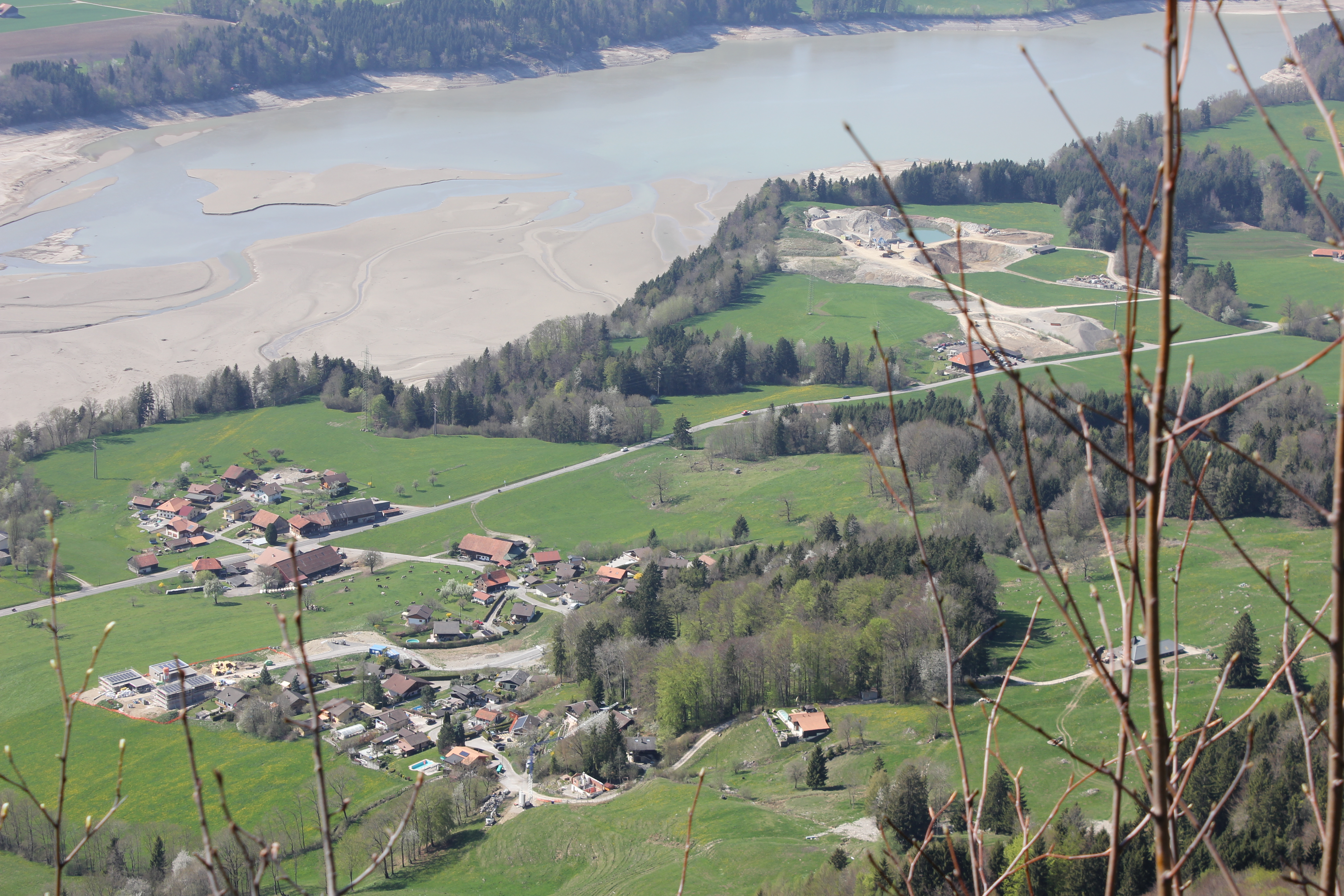
Blick auf Villarbeney

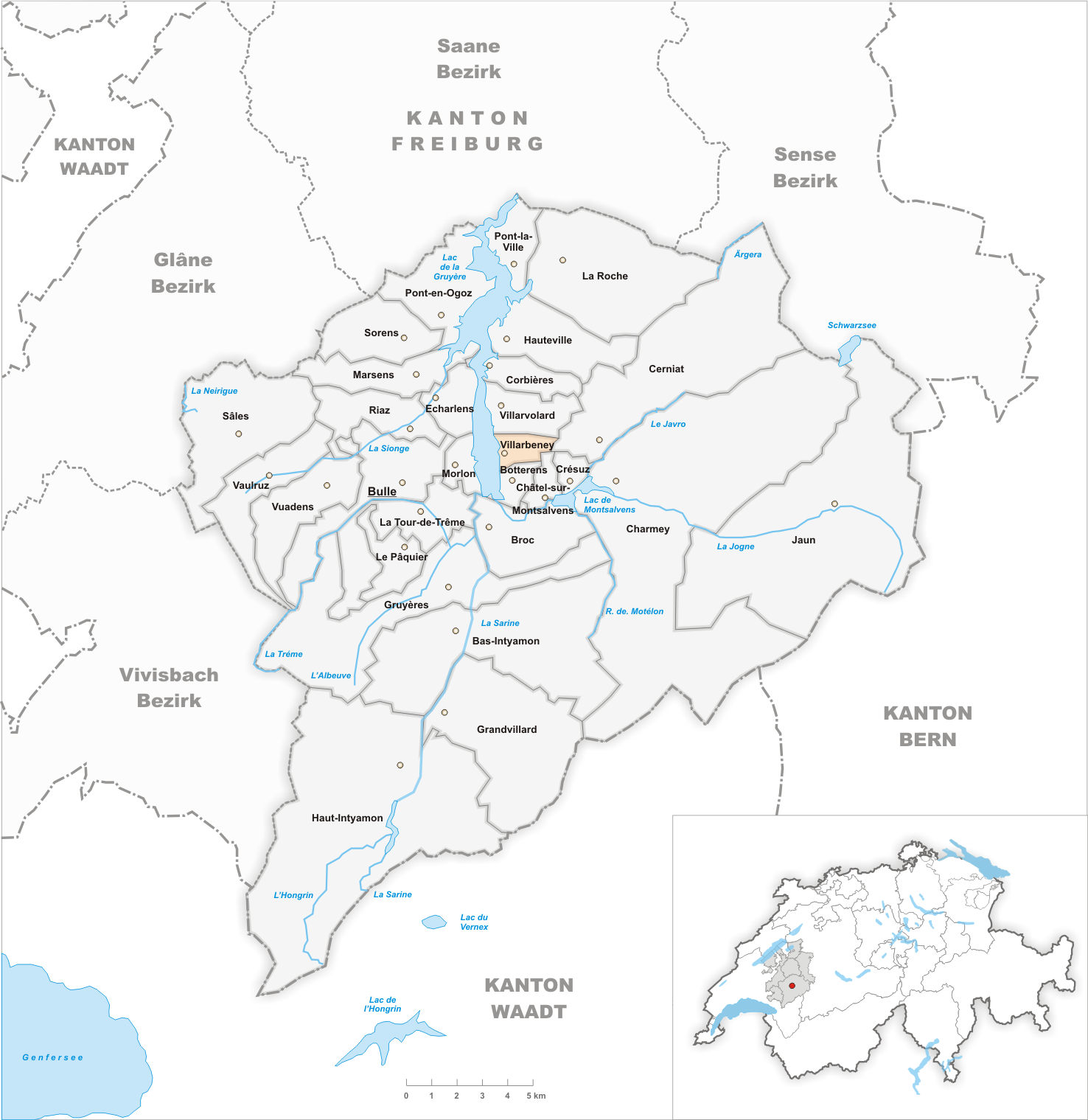
Gemeindestand vor der Fusion am 1. Januar 2006

Villarbeney (Freiburger Patois Velârbènêⓘ) war bis zum 31. Dezember 2005 eine politische Gemeinde im Distrikt Greyerz des Kantons Freiburg in der Schweiz. Mit Wirkung auf den 1. Januar 2006 wurde die Fusion mit Botterens zur neuen Gemeinde Botterens vollzogen.

## Geographie
Villarbeney liegt auf 733 m ü. M., vier Kilometer ostnordöstlich des Bezirkshauptortes Bulle (Luftlinie). Das Dorf erstreckt sich auf einer Geländeterrasse über dem Ostufer des Stausees Lac de la Gruyère, in der Mulde von Bulle im Greyerzerland am Alpennordrand.
Die Fläche des 2,2 km² grossen ehemaligen Gemeindegebiets (mit Seeanteil rund 2,5 km²) umfasste einen Abschnitt des Beckens von Bulle im freiburgischen Alpenvorland. Im Westen hatte Villarbeney einen kleinen Anteil am Lac de la Gruyère. Vom relativ steilen, bewaldeten Ufer erstreckte sich der Gemeindeboden ostwärts über die Terrasse von Villarbeney und den Hang hinauf bis auf den Mont Bifé (1483 m ü. M.) und den nach Südwesten auslaufenden, teils felsigen Berggrat. Von der ehemaligen Gemeindefläche entfielen 1997 6 % auf Siedlungen, 55 % auf Wald und Gehölze, 36 % auf Landwirtschaft, und etwas weniger als 3 % war unproduktives Land.
Zu Villarbeney gehören einige Einzelhöfe. Nachbargemeinden von Villarbeney waren Botterens, Morlon, Villarvolard, Val-de-Charmey und Châtel-sur-Montsalvens.

## Bevölkerung
Mit 130 Einwohnern (Ende 2005) gehörte Villarbeney zu den kleinsten Gemeinden des Kantons Freiburg. Von den Bewohnern sind 92,4 % französischsprachig, 5,7 % deutschsprachig und 1,0 % italienischsprachig (Stand 2000). Die Bevölkerungszahl von Villarbeney belief sich 1900 auf 77 Einwohner. Nach einer leichten Bevölkerungszunahme bis 1920 (87 Einwohner) folgte bis 1970 eine Abnahme auf 57 Einwohner. Seither wurde wieder eine deutliche Bevölkerungszunahme verbunden mit einer Verdoppelung der Einwohnerzahl innerhalb von 20 Jahren verzeichnet.

## Wirtschaft
Villarbeney war bis in die zweite Hälfte des 20. Jahrhunderts ein vorwiegend durch die Landwirtschaft geprägtes Dorf. Noch heute haben die Viehzucht und die Milchwirtschaft eine wichtige Bedeutung in der Erwerbsstruktur der Bevölkerung. Einige weitere Arbeitsplätze sind im lokalen Kleingewerbe und im Dienstleistungssektor vorhanden. In den letzten Jahrzehnten hat sich das Dorf auch zu einer Wohngemeinde entwickelt. Zahlreiche Erwerbstätige sind deshalb Wegpendler, die in den Regionen Bulle und Freiburg arbeiten.

## Verkehr
Das Dorf ist verkehrstechnisch recht gut erschlossen. Es liegt an der Hauptstrasse von Freiburg nach Broc. Durch die Buslinien der Transports publics Fribourgeois, die auf den Strecken von Freiburg nach Jaun und von Bulle nach Corbières verkehren, ist Villarbeney an das Netz des öffentlichen Verkehrs angebunden.

## Geschichte
Die erste urkundliche Erwähnung des Ortes erfolgte 1210 unter dem Namen Vilar Benet. Später erschienen die Bezeichnungen Villarbene (im 13. Jahrhundert), der heutige Name Villarbeney (1325), später auch Villarbegney (1492), Villar Benoit (1668) und Villars-Beney (1906). 
Villarbeney war seit dem Mittelalter Teil der Herrschaft Corbières, die 1553 von den Grafen von Greyerz an Freiburg verkauft wurde. Anschliessend war das Dorf Teil der Vogtei Corbières. Nach dem Zusammenbruch des Ancien Régime (1798) gehörte Villarbeney während der Helvetik zur Unterpräfektur Corbières, die 1803 in den Status eines Bezirkes erhoben wurde. 1848 wurde das Dorf mit Corbières in den Bezirk Gruyère eingegliedert. 
Villarbeney stand schon seit längerer Zeit in enger Zusammenarbeit mit der Nachbargemeinde Botterens. Deshalb wurde am 1. Januar 2006 die Fusion mit Botterens vollzogen, wobei die neue Gemeinde weiterhin den Namen Botterens trägt. Auch kirchlich gehört das Dorf zur Pfarrei Botterens.

## Töchter und Söhne der Gemeinde
- Pierre Brambilla (1919–1984), italienisch-französischer Radrennfahrer